# Felip Masó i de Falp
Felip Masó i de Falp (Barcelona, 24 d'agost de 1851 – Pau, Bearn, 28 de juny de 1929) va ser un pintor català.

## Biografia
Nascut a Barcelona el 24 d'agost de 1851, en el si d'una família oriünda de Sitges (el seu padrí era el notari de Sitges Felip Font i Falp), fill de Salvador Masó i Matalí i de Josepa Falp i Llopis. Va ser inscrit amb els noms de Felip Bartomeu i Salvador.
De jove marxà a Madrid, on va fer estudis -sembla que inacabats d'Arquitectura i Dret. De 1872 a 1885 va viure a París i fou deixeble del pintor Léon Bonnat, representant de l'academicisme oficial. No obstant això, durant aquells mateixos anys, passà les temporades estiuenques a la casa pairal de Sitges, ubicada al carrer de Sant Bartomeu(aquí tothom el coneixia amb el sobrenom de Papa, a causa de la seva extremada elegància en el vestir).

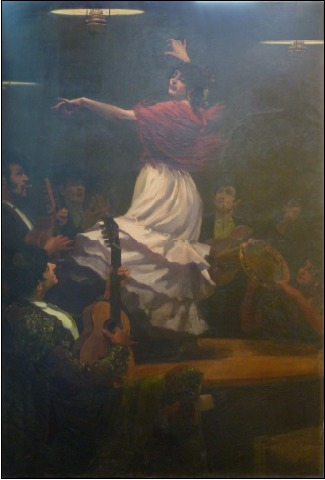
Ball Flamenc. Felip Masó, 1890. Biblioteca Museu Víctor Balaguer

Casat amb una princesa russa (1889), posteriorment residí a San Remo, Montecarlo i Lurdes, sempre rodejat d'un nombrós seguici d'acòlits i portant una vida fastuosa. en esclatar la Primera Guerra Mundial, s'allistà a l'exèrcit francès i treballà als hospitals de sang un parell d'anys. El 1916 va visitar Sitges per última vegada.
Especialitzat en pintura d'història i de costums, entre 1876 i 1878 realitzà dues teles de grans dimensions sobre la vida del descobridor d'Amèrica: Colom i el seu fill contemplant el globus terraqüi i Colom i el seu fill dormint, que van ser presentades en sengles exposicions nacionals de Madrid i la primera de les quals fou adquirida pel govern de la República de Xile. Altrament, el 1885 guanyà una medalla de plata al Certament Internacional d'Anvers amb la tela Aus del Paradís.
Amb tot, la seva obra més coneguda és La processó de Sant Bartomeu (1884, Museu de Maricel), presentada al Saló de París de 1884 - on Masó participà diverses vegades- i premiada a l'Exposició de Viena de 1887. El quadre, a més del seu valor artístic, té un indiscutible interès històric, ja que en ell apareixen diferents personatges sitgetans de l'època, com ara mossèn Fèlix Clarà -abillat amb capa pluvial- i alguns dels músics que integraven la banda local. L'obra és una de les peces més emblemàtiques de la Col·lecció Art de la Vila i és pintura fundacional de l'Escola Luminista sitgetana.
Masó va prendre part en l'Exposició de Belles Arts de Sitges de 1892, organitzada per Santiago Rusiñol i considerada la Primera Festa Modernista, i projectà la sala d'estiu del Casino Prado Suburense.
A més de les obres que figuren al Museu de Maricel de Sitges, entre les seves obres conservades a Catalunya figuren, Baile flamenco, Festa de Sant Bertomeu o Alfons el Magnànim conservats a la Biblioteca Museu Víctor Balaguer de Vilanova i la Geltrú; Escena costumista al Museu de l'Empordà de Figueres, etc, així com les que pertanyen al Museu Nacionall d'Art de Catalunya (MNAC). També es conserva obra de Felip Masó a Madrid.
Va morir el 28 de juny de 1929 a la ciutat francesa de Pau. A principis de 1948, essent alcalde de Sitges Julio Martínez Ávila, es donà el seu nom a un carrer de la vila.